# 鴨居
鴨居（かもい）は、柱間の上下に水平に取り付けて襖や障子などの建具をはめ込む枠のうち上部にあたる部材。枠の下部にあたる敷居とは対になっており、通常、建具を滑らせて開閉できる構造になっている。敷居、鴨居、長押を総称して内法物（うちのりもの）という。
一般的には溝を掘った横木である。ただし筋溝のない無目鴨居もあり、開き戸や開き障子を用いる箇所に施される。
なお鉄道車両においては、客用扉上部のスペースのことを指すことがある。

## 構造
鴨居を取り付ける場合には以下のような方法がある。
- 一端を目違いほぞ入れとし、他端を隠し釘打ちにする方法[4]。
- 両方の柱に大入れ彫りを施し、遣り返し（一方のほぞ穴を深くして部材を差し込んだ後、反対側のほぞ穴に寄せ戻して固定する方法）に入れて繰り出しほぞで固定する方法[4]

木材は乾燥するに従い、樹皮に近い木表側へ凹に反るため、経年変化で"たわみ"が生じ、建て付けが悪くなるのを防ぐために木表を下向きにして用いる必要がある。

## 種類
敷居には無目鴨居（下端に筋溝のない鴨居）、薄鴨居（欄間などの上部に用いる薄い鴨居）、差鴨居（梁の下端などに用いる厚鴨居）、一筋鴨居（筋溝が一条で引戸などをはめ込む箇所の鴨居）などの種類がある。
無目鴨居溝をつけない鴨居。
薄鴨居欄間を差し込むための鴨居。
差鴨居足固めも兼ねる鴨居。
付け鴨居割鴨居ともいう。開口部のない壁面に取り付ける。